# Parc de Recerca Biomèdica de Barcelona
El Parc de Recerca Biomèdica de Barcelona (PRBB), una iniciativa de la Generalitat de Catalunya, l'Ajuntament de Barcelona i la Universitat Pompeu Fabra (UPF), és una gran infraestructura científica, en connexió física amb l'Hospital del Mar de Barcelona, que aplega sis centres públics de recerca estretament coordinats entre si.

## Centres de recerca
Els centres que formen part del PRBB són l'Institut Hospital del Mar d'Investigacions Mèdiques (IMIM), el Departament de Ciències Experimentals i de la Salut de la Universitat Pompeu Fabra (CEXS-UPF), el Centre de Regulació Genòmica (CRG), l'Institut de Salut Global de Barcelona (ISGLobal), l'Institut de Biologia Evolutiva (IBE:CSIC-UPF) i una seu del Laboratori Europeu de Biologia Molecular.
Cada centre és independent i el Consorci PRBB té la responsabilitat de gestionar l'edifici i els serveis, així com de coordinar l'activitat científica comú a tots els centres. El directori general del parc és Jordi Camí i Morell.
En el PRBB hi ha sis grans línies de recerca:
- Bioinformàtica i biologia de sistemes
- Regulació gènica i epigenètica
- Biologia cel·lular i del desenvolupament
- Farmacologia i patofisiologia clínica
- Genètica humana i biologia de l'evolució
- Epidemiologia i salut pública

També compta amb diverses plataformes tecnològiques i el Laboratori d'Antidopatge de Catalunya (IMIM), així com amb serveis que inclouen un gran estabulari, un auditori i un departament de business development.
Els centres del PRBB han assumit compromisos col·lectius pel que fa a la qualitat de la seva activitat i per prevenir problemes d'integritat de la recerca que duen a terme. En aquest sentit han creat un Codi de Bones Pràctiques Científiques comú per tots els centres del PRBB.
Anualment, cap a començaments d'octubre, s'organitza una jornada de portes obertes de caràcter familiar per explicar la recerca que hi fan els diferents centres.

## Edifici
L'edifici és una obra de Barcelona inclosa a l'Inventari del Patrimoni Arquitectònic de Catalunya. Està situat davant del Passeig Marítim al costat de l'Hospital del Mar i amb entrada al carrer Doctor Aiguadé. El solar, de petites dimensions, no podia de ser de gaire alçada. Els arquitectes Manel Brullet i Albert de Pineda van haver de dissenyar un edifici adaptat a l'espai disponible que era irregular i petit i s'havia de connectar amb l'Hospital del Mar i amb l'entorn.
La irregularitat del terreny es va resoldre mitjançant una plataforma per ordenar el solar i el poc espai i altura amb un volum encarat al mar amb diferència de plantes. D'acord amb això van construir l'edifici de quatre plantes al costat del Passeig Marítim i de nou plantes cap a la ciutat, a més de les tres plantes subterrànies i d'una planta baixa. El volum té forma el·líptica amb un tall al mig que proporciona llum i ordena les plantes seguint la forma d'una U. A l'espai que queda a l'interior, a l'altura de la primera planta, s'hi ha situat un auditori amb capacitat per a 250 persones cobert amb una làmina d'aigua. La façana està coberta d'una estructura de fusta de cedre vermell que aporta un element distintiu i unificador a l'edifici, i frena la incidència de la llum solar. Aquesta estructura no arrenca del terra, cosa que proporciona un aspecte més lleuger a l'edifici.
L'angle que proporciona la diferència d'alçada de les plantes proporciona l'espai idoni per a la construcció d'una coberta amb un sistema de panells solars per a la producció d'aigua calenta i energia elèctrica.
El projecte del Parc de Recerca Biomèdica i, uns anys abans, el de l'Hospital del Mar proposa també en l'àmbit urbanístic reforçar la relació entre el barri de la Barceloneta i la Vila Olímpica mitjançant espais poc densos juxtaposats en illes semiobertes i encarades a la façana marítima.